# La Voix du Nord
La Voix du Nord is een regionale krant in Noord-Frankrijk.
La Voix du Nord verschijnt elke dag van dinsdag tot en met zondag. In de regio Hauts-de-France hebben la VDN en Nord Eclair dagelijks 1.047.520 lezers per nummer voor la VDN, en 31.578 lezers voor Nord Eclair. Dit voor een regio die meer dan 4 miljoen inwoners heeft.
La VDN is een filiaal van de Belgische groep Rossel die ook Le Soir bezit.

## Polemiek
Sinds enkele jaren promoot La Voix du Nord de Picardische cultuur (in de streek ch'ti genoemd). De krant verspreidt talrijke als "ch'ti" bestempelde producten in haar boetiek en in al haar edities, met inbegrip van deze van Hazebroek en van Duinkerke. Deze twee steden zijn nochtans in de Franse Westhoek gelegen. Dat wil zeggen in eertijds Vlaamssprekend Frans-Vlaanderen (het gebied tussen de Leie en de Noordzee) dat niet verbonden is met de Picardische cultuur.
In februari 2008 was La Voix du Nord partner bij het lanceren van de film Bienvenue chez les Ch'tis, gedraaid in Sint-Winoksbergen in de Franse Westhoek. Sindsdien viert de krant op de voorpagina het succes van die film. Op 30 mei 2008 heeft La Voix du Nord een groot feest georganiseerd in Rijsel met de acteurs. Bij die gelegenheid heeft de krant een enorm zeildoek gespannen over de voorgevel van haar zetel, op het Charles de Gaulle plein, met de inscriptie "fiers d'être ch'tis". La Voix verkoopt ook badges met dezelfde leuze en er werd een internetsite chtis.lavoixdunord.com opgestart.
Dit alles heeft enig ongenoegen teweeggebracht bij het verenigingsleven dat ijvert voor de Vlaamse cultuur in Frankrijk. De Vlaamse gewesttaal staat op de lijst van talen die in de 21ste eeuw dreigen te verdwijnen.